# Shah Azizur Rahman
Shah Azizur Rahman (em bengali:  শাহ আজিজুর রহমান) (1925 – 1988) foi um político bangladense que atuou como primeiro-ministro de Bangladesh. No entanto, ele foi alvo de considerável controvérsia por sua colaboração com o Exército do Paquistão contra a luta pelo estabelecimento de Bangladesh.